# Saint-Paul-en-Forêt
Saint-Paul-en-Forêt is een gemeente in het Franse departement Var (regio Provence-Alpes-Côte d'Azur) en telt 1445 inwoners (2005). De plaats maakt deel uit van het arrondissement Draguignan.

## Geografie
De oppervlakte van Saint-Paul-en-Forêt bedraagt 20,3 km², de bevolkingsdichtheid is 71,2 inwoners per km².
De onderstaande kaart toont de ligging van Saint-Paul-en-Forêt met de belangrijkste infrastructuur en aangrenzende gemeenten.

## Demografie
Onderstaande figuur toont het verloop van het inwonertal (bron: INSEE-tellingen).